# Ірник
І́рник (болг. Ирник) — село в Силістринській області Болгарії. Входить до складу общини Ситово.

## Населення
За даними перепису населення 2011 року у селі проживали 82 особи, з них 81 особа (98,8%) — болгари.
Розподіл населення за віком у 2011 році:
Динаміка населення: